# María Jesús Carro Rossell
María Jesús Carro Rossell (Tánger, 1961) es una matemática, investigadora y profesora española. 

## Trayectoria
A los 5 años destinaron a su padre, militar de profesión, a Cáceres y posteriormente a Badajoz, donde vivió hasta que terminó  sus estudios de Matemáticas en 1984 en la Universidad de Extremadura. Ese año obtuvo su primera plaza de ayudante  en la Universidad de Barcelona y comenzó su tesis  doctoral en el área de Análisis Matemático, bajo la dirección del catedrático Joan Cerdà. Se doctoró en 1988  con la tesis: Interpolación compleja de operadores lineales, año en el que consiguió una beca postdoctoral en Universidad Washington en San Luis, Misuri, Estados Unidos, donde trabajó con el profesor Guido Weiss. Es en esta emblemática ciudad  del Midwest americano donde conoció al que en 1990 se convirtió en su marido, Javier Soria (también matemático), con el que tiene tres hijas, Marta (1991), María (1993) y Anabel (1998). 
En 1993 obtuvo la cátedra en la Universidad de Barcelona donde fue profesora hasta 2019, año en el que se incorporó a la Universidad Complutense de Madrid. Su área de investigación se sitúa en el campo del Análisis Matemático y más concretamente del Análisis Real, Análisis Funcional y Análisis Armónico (conocido también como Análisis de Fourier).  Es autora de unas 90 publicaciones en revistas de prestigio internacional y ha  colaborado con más de 40 investigadores de diferentes países, tanto de Europa como de Estados Unidos. Ha dirigido seis tesis doctorales y en la actualidad está supervisando dos más. Ha sido, o es, editora de las revistas:
- Journal of Function Spaces and Applications
- Journal of Mathematical Analysis and Applications
- Commentationes Mathematicae
- Extracta Mathematicae
- Eurasian Mathematical Journal
- Boletín de la Sociedad Matemática Mexicana

Entre sus actividades de gestión, destacan:
- Colaboradora del Área MTM de la Agencia Estatal de Investigación
- Vicepresidenta del Comité Español de Matemáticas
- Presidenta del Comité Asesor del  Instituto de Matemáticas de la Universidad de Sevilla (IMUS)
- Coordinadora del área de Matemáticas e Ingeniería de Ikerbasque
- Presidenta de la Comisión Científica de la Real Sociedad Matemática Española (RSME) (2016- 2019)
- Presidenta de la Comisión de Acreditación: Matemáticas de la Agencia Nacional de Evaluación de la Calidad y Acreditación (ANECA) (2016-2018)
- Presidenta de la Comisión de Acreditación de CU-Ciencias de la ANECA (2013-2016)
- Miembro del Consejo de Dirección del IMUB (2010-2014)
- Miembro del panel de expertos del Programa ACADEMIA de la ANECA (2008-2013)
- Miembro del Consejo de Dirección de i-MATH (2009-2012)
- Presidenta del Jurado del Premio José Luis Rubio de Francia (2009-2012)
- Presidenta del Comité C³ para la Celebración del Centenario de la RSME (2010-2011)[5]
- Coordinadora del área de Matemáticas de la ANEP (2005-2008)
- Directora del Departamento de Matemática Aplicada y Análisis (2003-2005)

## Reconocimientos
En 2003 recibió la Distinción de la Generalidad de Cataluña para la Promoción de la Investigación Universitaria. En 2020 fue galardonada con la Medalla de la RSME.